# 张磊 (足球运动员)
张磊（1985年4月6日—），中国足球运动员，司职守门员。

## 职业生涯
张磊13岁时入选广东宏远少年队，随后担任东莞南城的主力门将，2006年转会到深圳队。他入选了08之星国奥队，并进入2005年世青赛的大名单。2009年北京国安用替补门将程月磊加上40万元，与深圳队交换张磊，这也是2009赛季中超第一次转会市场上北京国安队最后一笔内援引进交易。
因为北京国安有杨智把关，所以张磊沒有得到出场机会，结果被北京国安挂牌，最终在2010年转会到失去主力门将宋振瑜的长沙金德，成为球队新的主力门将。
2011年，张磊转会到重庆力帆成为球队的主力门将。效力了五年期间，前三年打主力，后两年渐为替补。2016年转会到杭州绿城。
2017年，张磊从杭州绿城租借到丽江飞虎。